# Wilhelm Reimherr

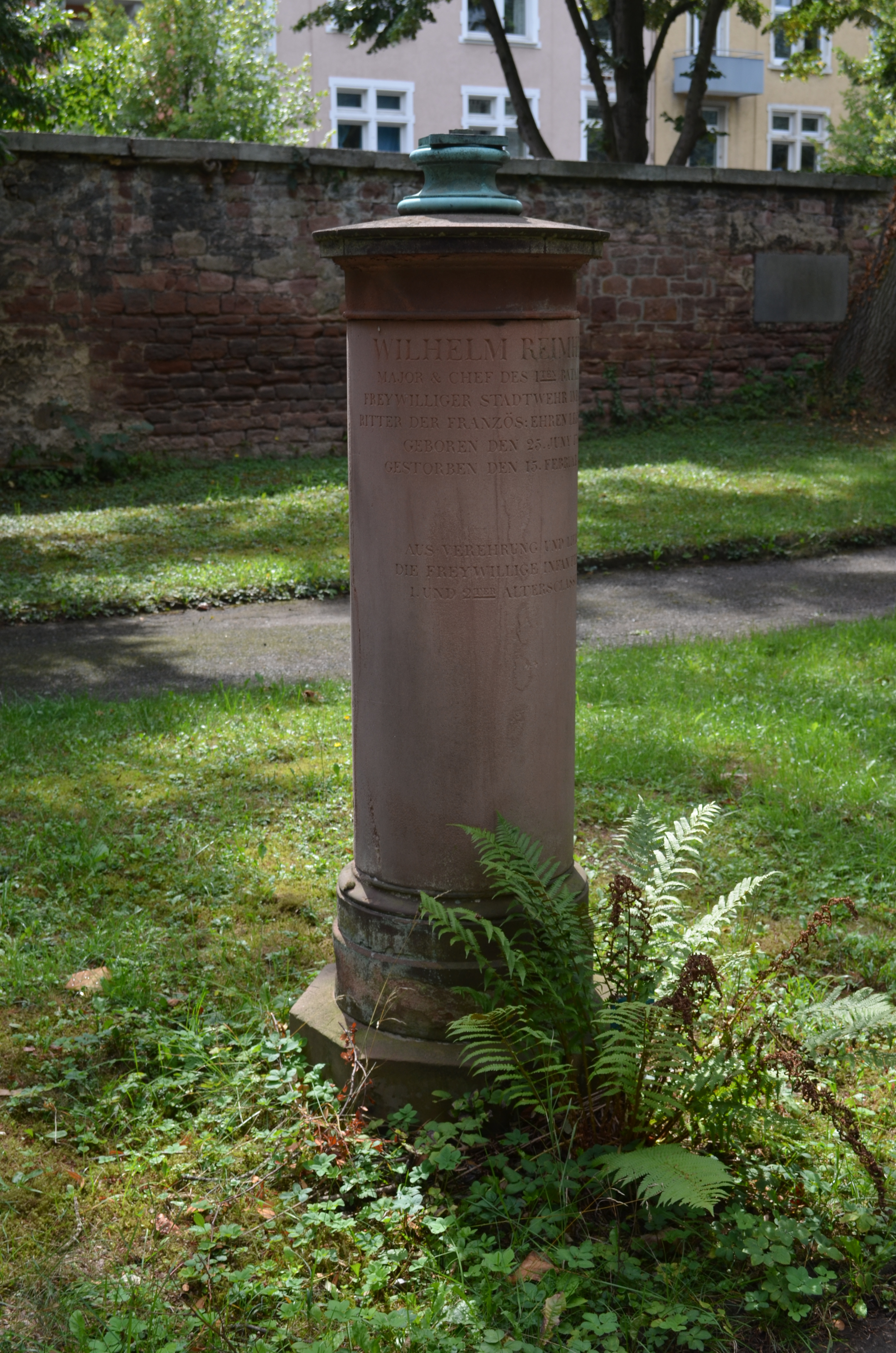
Reinherrs Grab auf dem Frankfurter Hauptfriedhof

Peter Gottfried Wilhelm Reimherr (* 25. Juni 1793 in Erbach; † 15. Februar 1843 in Frankfurt am Main) war Offizier und Politiker in der Freien Stadt Frankfurt.

## Leben
Wilhelm Reimherr war der Sohn eines Pfarrers aus Gronau. Dieser starb früh. Auch die Mutter, die nach dem Tod des Vaters eine zweite Ehe einging, starb in der frühen Kindheit Reimherrs. Er wuchs bei einem Pflegevater auf und trat mit 14 Jahren als Kadett dem Frankfurter Militär bei. Er kämpfte in Spanien und wurde 1809 Unteradjutant und 1810 Leutnant. 1813 kehrte er aus Spanien zurück und wurde zum Oberleutnant befördert. 1816 wurde er Hauptmann.
Am 18. Oktober 1831 stürzte er vom Pferd und war für den aktiven Militärdienst nicht mehr geeignet. Er wurde pensioniert und zum Major und Chef des 1. Bataillons der freiwilligen Stadtwehr-Infanterie der Freien Stadt Frankfurt ernannt.
1823, 1829 und 1839–1840 war er Mitglied der Gesetzgebenden Versammlung der Freien Stadt Frankfurt. Er war Ritter der französischen Ehrenlegion.
Wilhelm Reimherr ist auf dem Frankfurter Hauptfriedhof begraben. Sein Grab steht unter Denkmalschutz. Die Inschrift lautet:

„Wilhelm Reimherr
Major & Chef des 1ten Bataillons
Freiwilliger Stadtwehr-Infanterist
Ritter der Französ. Ehrenlegion u.s.w.
geb. den 25. Juny 1793
gestorben den 15. Februar 1843
Aus Verehrung und Liebe
die Freiwillige Infanterie
1. und 2. Altersklasse“

Das Grab besteht aus einer roten Sandsteinsäule. Darauf stand ursprünglich eine Bronzebüste des Verstorbenen, die von Johann Nepomuk Zwerger geschaffen wurde.